# Доманицькі
Доманицькі (пол. Domaniecki) — шляхетський, а пізніше також священницький рід.

## Походження
Рід походить від Фоми сина Бернарда в Доманові, який на початку XVII ст. жив в Люблінському, а потім в Волинському воєводстві. Родина належала до руської віри, та до середини XVIII була уніатською. Праонуки від шлюбу Фоми Доманицького з Анною Шулимовською переїхали в с. Колодисте Звенигородського повіту, де заснували відому священницьку гілку.
Під час дослідження родоводу, Василь Доманицький знайшов що один з його родичів — Петро Григорович Доманицький, працівник земського суду Радомишля, забрав документи про шляхетське походження в інших родичів, підкріпив їх записами з польських гербовників і добився дворянського визнання лише для себе та брата Івана.
Водночас за версією Ольги Дучимінської в кінці XVII ст. один із представників роду навчався в Острозькій академії на Волині. Через політичні утиски він втратив свої «посілости», що змусило його змінити лицарський стан на священничий. Близько 1750 р. його онук, уніатський священик, «втікаючи очевидно від репресій», переселився у Київське воєводство, спільно з родиною перейшов у православ’я та оселився в Колодистому.
Нині в Україні представники роду Доманицьких-Джуринських проживають в м. Тульчин Вінницької області.

## Родова схема
- Бернард Доманицький (*? — †?)
  - Фома (*? — †?) ∞ Анна Шулимовська (*? — †?)
    - Севастьян (*? — †?) ∞ Катерина Ольшанська (*? — †?)
      - Василій (Базилій) (*? — †?) ∞ Софія Попроцька (*? — †?)
        - Микола Васильович (*? — †?)
        - Іван (*? — †?)
        - Агафія (Гапка) (*? — †?)
        - Яків Васильович (*1746 — †1811) ∞ Анна Наливайко (*1756 — †?)
          - Фома Якович (*? — †?)
          - Ігнатій Якович (*? — †?)
          - Маркіан Якович (*1781 — †1844)
            - Микола Маркіанович (*? — †?) ∞ Параскева Опанасівна (*? — †?)
              - Василь Миколайович (*1877 — †1910)
              - Платон Миколайович (*1880 — †1944?)
                - NN Платонович (*? — †?)

              - Віктор Миколайович (*1893 — †1962)

          - Маріанна Яківна (*? — †?)
          - Іван Якович (*? — †?)
          - Григорій Якович (*? — †?)

      - Яцентій (*? — †?)

    - Анастасія (*? — †?)
    - Іван (*? — †?)